# Roscoe Leijen
Roscoe Leijen (Bergen, 28 oktober 1980) is een Nederlands acteur.
Leijen deed aan school- en amateurtheater en kreeg les aan een jeugdtheaterschool. In 2004/2005 speelde hij mee in de musical De Jantjes geproduceerd door Joop van den Ende.
Op zijn vijftiende was hij te zien in de dramaserie Fort Alpha. Zijn grote doorbraak kwam pas in 2004, toen hij de rol van Mattias Heydecoper speelde in de RTL 4-serie De Erfenis. In 2006 speelde hij de gastrol van Danny in de soap Onderweg naar Morgen. Van 2008 tot begin 2009 vertolkte Leijen de rol van bad guy René Meijer in Goede tijden, slechte tijden. In 2010 speelde hij de rol van gigolo in de erotische film LelleBelle, waarin hij naakt te zien was.

## Televisie
- Fort Alpha - Arthur Ouborg (1996)
- De Erfenis - Mattias Heydecoper (2004)
- Onderweg naar Morgen - Danny (2006)
- Kees & Co - Jim (afl. Op leeftijd, 2006)
- West Side - Martin Meijer (2007-2008)
- Goede tijden, slechte tijden - René Meijer (2008-2009)
- LelleBelle - Gigolo John (2010)
- Flikken Maastricht - (afl. Slangenkop, 2012)
- Fashion Planet - Diego (2014)
- De vloek van manege Pegasus - Mak (2016)
- Forever - Bart (2018/2019)